# As the Flower Withers
As the Flower Withers – debiutancka płyta studyjna brytyjskiego zespołu My Dying Bride wydana 22 maja 1992 roku przez wytwórnię płytową Peaceville.

## Lista utworów
Opracowano na podstawie materiału źródłowego.
| Nr | Tytuł utworu                                                              | Długość |
| -- | ------------------------------------------------------------------------- | ------- |
| 1. | „Silent Dance”                                                            | 2:00    |
| 2. | „Sear Me”                                                                 | 9:00    |
| 3. | „The Forever People”                                                      | 4:03    |
| 4. | „The Bitterness and the Bereavement”                                      | 7:28    |
| 5. | „Vast Choirs”                                                             | 8:09    |
| 6. | „The Return of the Beautiful”                                             | 12:45   |
| 7. | „Erotic Literature”                                                       | 5:05    |
| 8. | „The Forever People” (live at the Dynamo Festival, 1995; utwór dodatkowy) | 4:56    |
| 9. | „Unreleased Bitterness” (utwór dodatkowy)                                 | 7:49    |
|    |                                                                           | 1:01:15 |

## Twórcy
Opracowano na podstawie materiału źródłowego.
| Zespół My Dying Bride w składzie - Aaron Stainthorpe – śpiew - Andrew Craighan, Calvin Robertshaw – gitara - Adrian Jackson – gitara basowa - Rick Miah – perkusja |  | Dodatkowi muzycy - Martin Powell – skrzypce - Wolfgang Bremmer – róg |  | Inni - Dave McKean – oprawa graficzna albumu - Paul "Hammy" Halmshaw – produkcja - Keith Appleton – inżynieria dźwięku - Noel Summerville – mastering (masteringu dokonano w studiu Transfermation w Londynie) |